# Ukara
Ukara és una illa del llac Victòria, a Tanzània. Es troba 10 km al nord de l'illa d'Ukerewe, al districte d'Ukerewe, regió de Mwanza. També es coneix com a Bukara.
L'illa destaca pel seu sistema indígena únic d'agricultura mixta intensiva en mà d'obra, utilitzant tècniques agrícoles avançades i una densitat de població corresponent.
El 20 de setembre de 2018, el MV Nyerere va naufragar prop de l'illa, matant centenars de persones, mentre feia la seva ruta des d'Ukerewe fins a Ukara.